# William Rowan Hamilton
Sir William Rowan Hamilton (født 4. august 1805, død 2. september 1865) var en irsk matematiker, fysiker og astronom, der bidrog med betydningsfulde resultater til udviklingen af optik, dynamik og algebra. Hans opdagelse af kvaternionerne er muligvis hans mest berømte bidrag.
Inden for fysik står han bag Hamiltonformalismen, som kan bruges til at analysere ethvert fysisk system. 